# Nathaniel Adjei
Nathaniel Adjei, född 21 augusti 2002, är en ghanansk fotbollsspelare som spelar för Lorient.

## Klubbkarriär

### Tidig karriär
Adjei är född och uppväxt i Teshie, Ghana och började spela fotboll i den lokala fotbollsklubben Danbort FC som trettonåring. Klubben spelade i Ghanas andradivision, Division One League.

### Hammarby TFF
Den 13 augusti 2021 skickades Adjei på ett ettårslån till Hammarby IF:s farmarlag Hammarby TFF, i Ettan. Han spelade sammanlagt 22 matcher för HTFF.

### Hammarby IF
Den 11 juli 2022 flyttade Adjei upp till Hammarbys A-lag genom en permanent övergång från moderklubben, på ett kontrakt som sträcker sig till säsongen 2026. Den allsvenska debuten kom den 17 september i 1-1 matchen mot BK Häcken, där han gjorde ett självmål. Adjeis första mål för Hammarby kom den 14 maj 2023 i Stockholm-derbyvinsten mot Djurgårdens IF, som slutade 4-3. 

### Lorient
Den 27 januari 2024 lånades Adjei ut till franska Ligue 1-klubben Lorient på ett låneavtal över resten av säsongen 2023/2024. I juni 2024 utnyttjade Lorient sin köpoption i låneavtalet.